# العلاقات العراقية الناميبية
العلاقات العراقية الناميبية هي العلاقات الثنائية ألتي تجمع بين العراق و جمهورية ناميبيا.

## مقارنة بين البلدين
هذه مقارنة عامة ومرجعية للدولتين:
| وجه المقارنة                                              | العراق                       | ناميبيا      |
| --------------------------------------------------------- | ---------------------------- | ------------ |
| المساحة (كم2)                                             | 437.07 ألف                   | 825.62 ألف   |
| عدد السكان (نسمة)                                         | 38.27 مليون                  | 2.53 مليون   |
| الكثافة السكانية (ن./كم²)                                 | 87.56                        | 3.06         |
| العاصمة                                                   | بغداد                        | ويندهوك      |
| اللغة الرسمية                                             | اللغة العربية، اللغة الكردية | لغة إنجليزية |
| العملة                                                    | دينار عراقي                  | دولار ناميبي |
| الناتج المحلي الإجمالي (بليون دولار)                      | 197.72 مليار                 | 13.24 مليار  |
| الناتج المحلي الإجمالي (تعادل القوة الشرائية) بليون دولار | 560.73 مليار                 | 25.60 مليار  |
| الناتج المحلي الإجمالي الاسمي للفرد دولار أمريكي          | 4.94 ألف                     | 4.67 ألف     |
| الناتج المحلي الإجمالي للفرد دولار أمريكي                 | 15.06 ألف                    | 9.96 ألف     |
| مؤشر التنمية البشرية                                      | 0.654                        | 0.628        |
| رمز المكالمات الدولي                                      | +964                         | +264         |
| رمز الإنترنت                                              | .iq                          | .na          |
| المنطقة الزمنية                                           | ت ع م+03:00، ت ع م+04:00     | ت ع م+02:00  |

## منظمات دولية مشتركة
يشترك البلدان في عضوية مجموعة من المنظمات الدولية، منها:
| علم المنظمة | اسم المنظمة                        | تاريخ انضمام العراق | تاريخ انضمام ناميبيا |
| ----------- | ---------------------------------- | ------------------- | -------------------- |
|             | الاتحاد الدولي للاتصالات           | 12 نوفمبر 1928      | 25 يناير 1984        |
|             | منظمة حظر الأسلحة الكيميائية       | ?                   | ?                    |
|             | يونسكو                             | 21 أكتوبر 1948      | 2 نوفمبر 1978        |
|             | الأمم المتحدة                      | 21 ديسمبر 1945      | 23 أبريل 1990        |
|             | وكالة ضمان الاستثمار متعدد الأطراف | 6 أكتوبر 2008       | 25 سبتمبر 1990       |
|             | مؤسسة التمويل الدولية              | 27 ديسمبر 1956      | 25 سبتمبر 1990       |
|             | البنك الدولي للإنشاء والتعمير      | 27 ديسمبر 1945      | 25 سبتمبر 1990       |
|             | الاتحاد البريدي العالمي            | ?                   | ?                    |
|             | منظمة الشرطة الجنائية الدولية      | ?                   | ?                    |

## وصلات خارجية
- موقع وزارة الخارجية العراقية